# اعتلال الجلد الصباغي الشبكي
اعتلال الجلد الصباغي الشبكي هو اضطراب خلقي جسمي سائد نادر الحدوث، ويعتبر أحد أشكال خلل تنسج الأديم الظاهر. يتكون ثالوث اعتلال الجلد الصباغي الشبكي من فرط تصبغ شبكي معمم، وحاصة غير ندبية، وحثل الظفر. لا يشكل اعتلال الجلد الصباغي الشبكي خطرًا على حياة الإنسان ولكنه يؤثر بشكل كبير على الجلد والشعر والأظافر. يتميز هذا المرض باضطراب تشكيل الكيراتين. وصفت 10 حالات مرضية منذ عام 1992. أجريت دراسة عام 2006 واعتمدت على تقنيات التحليل الجيني المتطورة، تضمنت هذه الدراسة خمس عائلات أضيفت إلى قائمة الحالات المؤكدة.

## الأعراض والعلامات
تشمل الأعراض نقص الغدد العرقية، والشعر الرقيق، وهشاشة الأظافر، والجلد المبقع، وعدم وضوح بصمات الأصابع. يتميز بفرط تصبغ شبكي واسع الانتشار ومبكر الظهور. قد يعاني المصابون أيضًا من مرض تأخير الهجرة، وخلل التمايز الظهاري، وفرط التقرن الراحي الأخمصي، وتقرحات طرفية ظهرية، بالإضافة إلى نقص أو فرط التعرق. 
يشبه اعتلال الجلد الصباغي الشبكي متلازمة ناغيلي بشكل كبير، يؤدي كلا المرضين إلى غياب بصمات الأصابع لدى الشخص المصاب، وظهور فرط تصبغ شبكي الشكل، وفرط تقرن في راحة اليدين وأخمص القدمين. يتميز اعتلال الجلد الصباغي عن متلازمة ناغيلي بمدة ظهور فرط التصبغ ونقص تشوهات الأسنان. يتعامل الباحثون مع كلا المرضين بنفس الطريقة نظرًا لقلة الاختلافات بينهما.

## الوراثة الجزيئية
تتميز متلازمة اعتلال الجلد الصباغي ومتلازمة ناغيلي عن غيرها من المتلازمات بوجود طفرة بمورثة الكيراتين 14 على الصبغي 17q21.2. أعيد تقييم مورثات الكيراتين 14 و16 و17 في عام 2006. وكشف حينها عن وجود الطفرات الممرضة في مورثة الكيراتين 14 لدى جميع مرضى متلازمة اعتلال الجلد الصباغي ومتلازمة ناغيلي، ما يقترح وجود ارتباط واضح بين وجود الطفرة والإصابة بالمرض. كانت الطفرات الموجودة من نوع الطفرات الهرائية متغايرة الزيجوت، أو طفرة انزياح الإطار. تؤدي هذه الطفرات إلى توقف الوظيفة الجينية بشكل كامل. لم تحدد الأنماط الظاهرية المختلفة للطفرات المتنحية (المسببة لانحلال البشرة الفقاعي) مقابل الطفرات السائدة (المسببة لاعتلال الجلد الشبكي الصباغي ومتلازمة ناغيلي) في مورثة الكيراتين 14.

## التشخيص
يعتمد تشخيص اعتلال الجلد الصباغي الشبكي على مراجعة التاريخ الطبي للمريض، والنتائج المخبرية، والفحص السريري للأعراض. يمكن استخدام الخزعة وفحص النسيج المرضي لتأكيد وجود فرط التقرن، ونظير التقرن، وانسداد الجريبات، وتصبغ الخلايا القاعدية بالميلانين، وجميع مؤشرات اعتلال الجلد الصباغي الشبكي. يشير وجود تصبغ الجلد الشاذ، والتقرن الجلد الراحي الأخمصي، واصفرار الجلد إلى احتمال الإصابة باعتلال الجلد الصباغي الشبكي. تكون الاختبارات الدموية طبيعية. يمكن تشخيص المرض بالاعتماد على المظاهر السريرية ولكن يعتبر اعتلال الجلد الصباغي الشبكي مرضًا وراثيًا ويتطلب التحليل الجيني لتأكيد التشخيص.
تستخدم العديد من الاختبارات الجينية السريرية لتشخيص هذا الاضطراب، يتضمن سجل الاختبارات الجينية 15 اختبارًا، يعتمد اثنان من هذه الاختبارات على تحليل المتغير المستهدف، ويعتمد 13 اختبارًا منها على تحليل تسلسل المنطقة المشفرة بأكملها، تستخدم سبعة اختبارات تحليل الحذف والتكرار. يعتمد نوع الاختبار المطلوب على قرار الطبيب وإمكانية تطبيق هذا الاختبار.

## التدبير
لا يوجد علاج طبي خاص باعتلال الجلد الصباغي الشبكي، يمكن تدبير أعراض فرط التقرن الراحي الأخمصي بالإضافة إلى الأعراض الثانوية الأخرى من خلال استخدام الستيروئيدات الموضعية، وحالات الطبقة القرنية، والمطريات. يمكن استخدام الكمادات الباردة لمعالجة التقرحات.

## الوبائيات
شخصت 12 حالة لاعتلال الجلد الصباغي الشبكي بعد الإبلاغ عن الحالة الأولى. كانت معظم الحالات والدراسات من العائلة نفسها. وجد تقرير عن حالة واحدة مشابهة في الهند. أجرى لوغاسي والآخرون دراسة تتضمن خمس عائلات من مناطق جغرافية مختلفة، كسويسرا، والولايات المتحدة، والمملكة المتحدة.